# أندرو لانغ (كرة سلة)
أندرو لانغ (بالإنجليزية: Andrew Lang)‏ مواليد 28 يونيو 1966 في باين بلاف، أركنساس، هو لاعب كرة سلة أمريكي سابق بدأ مسيرته الاحترافية في سنة 1988. تم اختياره من قبل فريق فينيكس صنز خلال الدرافت وحمل الرقم 28. يبلغ طوله 6 قدم 11 بوصة (2.1 م). اعتزل اللعب في 2000. أحرز خلال مسيرته في الإن بي إيه 4431 نقطة بمعدل 6.0 نقاط في المباراة الواحدة.

## المسيرة الاحترافية
لعب مع فينيكس صنز من سنة 1988 إلى 1992، ثم لعب مع فيلادلفيا سفنتي سيكسرز في موسم 1992–1993، ثم لعب مع أتلانتا هوكس من سنة 1993 إلى 1996، ثم لعب مع مينيسوتا تمبر ولفز في سنة 1996، ثم لعب مع ميلووكي باكز من سنة 1996 إلى 1998، ثم لعب مع شيكاغو بولز في سنة 1999، ثم لعب مع نيويورك نيكس في موسم 1999–2000.

## روابط خارجية
- أندرو لانغ على موقع إن بي أي (الإنجليزية)
- أندرو لانغ على موقع سبورتس رفرنس (الإنجليزية)
- أندرو لانغ على موقع كرة السلة الأوروبية.كوم (الإنجليزية)
- أندرو لانغ على موقع كلية كرة السلة في سبورتس رفرنس.كوم (الإنجليزية)
- أندرو لانغ على موقع ريلجم (الإنجليزية)
- أندرو لانغ على موقع بروبوليرز (الإنجليزية)